# Borken (Hessen)
Borken (Hessen) är en kommun och ort i Schwalm-Eder-Kreis i Regierungsbezirk Kassel i förbundslandet Hessen i Tyskland.
De tidigare kommunerna Dillich, Freudenthal, Gombeth, Haarhausen, Lendorf, Pfaffenhausen, Singlis und Stolzenbach uppgick i Borken (Hessen) 31 december 1971 följt av  Arnsbach, Großenenglis, Kleinenglis, Nassenerfurth und Trockenerfurth 1 januari 1974. Kleinenglis var en sammanslagning av Kerstenhausen och Kleinenglis från 31 december 1971.